# 99
Évszázadok: i. e. 1. század – 1. század – 2. század
Évtizedek: 40-es évek – 50-es évek – 60-as évek – 70-es évek – 80-as évek – 90-es évek – 100-as évek – 110-es évek – 120-as évek – 130-as évek – 140-es évek
Évek: 94 – 95 – 96 – 97 –  98 – 99 – 100 – 101 – 102 – 103 – 104

## Események

### Római Birodalom
- Aulus Cornelius Palma Frontonianust (helyettese júniustól Publius Sulpicius Lucretius Barba, augusztustól Quintus Fabius Barbarus Valerius Magnus Julianus, ezt követően Tiberius Julius Ferox) és Quintus Sosius Seneciót (helyettese Senecio Memmius Afer és Aulus Caecilius Faustinus) választják consulnak.
- Miután végigjárta a rajnai és a dunai limest, Traianus először érkezik Rómába császárként. A Porta Flaminián keresztül vonul be gyalog és Tiberius régi palatinusi palotáját választja rezidenciájául; szerényebb lakhelyet, mint ahol a rossz emlékezetű Domitianus élt.
- Vima Kadphiszész kusán király követséget küld Rómába, üdvözölve Traianust trónra lépése alkalmából.

## Születések
- Jeruzsálemi Narcissus, jeruzsálemi pátriárka

## Fordítás
- Ez a szócikk részben vagy egészben  a(z)   99 című francia Wikipédia-szócikk ezen változatának fordításán alapul.  Az eredeti cikk szerkesztőit annak laptörténete sorolja fel. Ez a jelzés csupán a megfogalmazás eredetét és a szerzői jogokat jelzi, nem szolgál a cikkben szereplő információk forrásmegjelöléseként.